# Circuit Het Nieuwsblad juniors
Le Circuit Het Nieuwsblad juniors (Omloop Het Nieuwsblad Juniores en néerlandais) est une course cycliste belge disputée au mois de juillet autour de Boekhoute, dans la province de Flandre-Orientale. Il s'agit de la version juniors (moins de 19 ans) de la semi-classique Flandrienne le Circuit Het Nieuwsblad. 
Jusqu'à l'édition 2008 incluse, la course se nommait Circuit Het Volk juniors (Omloop Het Volk Juniores en néerlandais).

## Palmarès
| Année                          | Vainqueur             | Deuxième               | Troisième                |
| Circuit Het Volk juniors       |                       |                        |                          |
| ------------------------------ | --------------------- | ---------------------- | ------------------------ |
| 1986                           | Laurenz Beauprez      | Erwin Verfaillie       | Carl Van de Casteele     |
| 1987                           | Chris Peers           | Daniel Van Steenbergen | Didier Priem             |
| 1988                           | Erwin Thijs           | Wim Vervoort           | Chris Peers              |
| 1989                           | Guy Geerinckx         | Kurt Van Bulck         | Kurt Dhont               |
| 1990                           | Werner Vandromme      | Johan De Geyter        | Ferry van Heeswijk       |
| 1991                           | Gert Vanderaerden     | Gerdy Goossens         | Dirk Claeys              |
| 1992                           | Dimitri Bral          | Andy Caboor            | Willem-Jan van den Broek |
| 1993                           | Chris Pollin          | Steven Van Malderghem  | Willem-Jan van den Broek |
| 1994                           | Steven Van Malderghem | Dirk Knaepen           | Karel Vereecke           |
| 1995                           | Marc Vlijm (nl)       | Peter Lernout          | Sven Spoormakers         |
| 1996                           | David Vanhove         | Dirk Harteel           | Frédéric Amorison        |
| 1997                           | Roy Sentjens          | Dennis van den Hurk    | Bjorn Hoeben             |
| 1998                           | Mark Scanlon          | Kevin D'Haese          | Jurgen Van Loocke (nl)   |
| 1999                           | Kenny Lisabeth        | Peter van Agtmaal      | Jens Renders             |
| 2000                           | Peter Möhlmann (nl)   | Yves Tessens           | Kenny van Hummel         |
| 2001                           | Artūrs Ansons         | Steven Scevenels       | Bert Demeulemeester      |
| 2002                           | Joost van Leijen      | Norman Meerkerk        | Bert De Backer           |
| 2003                           | Jan Bakelants         | Tom Stamsnijder        | Arjen de Baat (nl)       |
| 2004                           | Wim Van Hoolst        | Cornelius van Ooijen   | Kristof Goddaert         |
| 2005                           | Klaas Lodewyck        | Jacobus Venter         | Jasper Rasschaert        |
| 2006                           | Evaldas Šiškevičius   | Marius Kukta           | Gediminas Kaupas         |
| 2007                           | Kirill Pozdnyakov     | Jelle Wallays          | Luke Rowe                |
| 2008                           | Wouter Haan           | Michael Vingerling     | Michael Savo             |
| Circuit Het Nieuwsblad juniors |                       |                        |                          |
| 2009                           | Bob Schoonbroodt      | Matthias Legley        | François Meurisse        |
| 2010                           | Dylan Teuns           | Daan Myngheer          | Ludwig Verstraete        |
| 2011                           | ?                     | ?                      | ?                        |
| 2012                           | Caleb Ewan            | Mathis Johansson       | Alexander Geuens         |
| 2013                           | Brent Goethals        | Gianni Wytinck         | Robin Jacobs             |
| 2014                           | James Shaw            | Robin Jacobs           | Laurens Boons            |
| 2015                           | Brent Van Moer        | Sander De Pestel       | Bram Welten              |
| 2016                           | Sander De Pestel      | Thibau Verhofstadt     | Diederik Pemen           |
| 2017                           | Minne Verboom         | Arne Marit             | Trystan Fivé             |
| 2018                           | Quinten Vandermeer    | Davide Bomboi          | Mauro Spapen             |